# Elachyptera bipindensis
Espèce
Elachyptera bipindensis est une espèce de plantes de la famille des Celastraceae.
Son épithète spécifique fait référence à Bipindi, une localité au sud du Cameroun.

## Description
C'est une plante dont les lianes peuvent atteindre 10 ou 30 mètres de haut. Ses tiges et branches sont de couleur vert olive.

## Habitat
On en trouve en Angola et en Afrique de l'Ouest, dans les forêts tropicales et les zones riveraines.